# Platyptilia benitensis
Platyptilia benitensis là một loài bướm đêm thuộc họ Pterophoridae. Nó được tìm thấy ở Guinea Xích Đạo.
Ấu trùng ăn Uncaria rhynchophylla.